# Neera Desai
Neera Desai (ur. 1925, zm. 25 czerwca 2009 w Mumbaju) – liderka studiów gender w Indiach odznaczona za specjalne osiągnięcia jako profesorka, badaczka, akademiczka, polityczna aktywistka i działaczka społeczna. Założyła pierwszy w Indiach Instytut Badawczy Studiów Kobiecych, a w 1974 Centrum dla Rozwoju Obszarów Wiejskich. Od 1954 była profesorką SNDT Women's University. Należała do władz uczelni, zarządzała Wydziałem Socjologii.

## Życiorys
Neera Desai urodziła się w rodzinie gudźarackiej zaangażowanej we wspieranie Ruchu Wolnościowego Indii. Desai jako uczennica dołączyła do grupy Vanar Sena założonej przez Indirę Gandhi, która dystrybuowała objęte cenzurą publikacje. Uczęszczała do koedukacyjnej szkoły publicznej Fellowship School założonej przez teozofów. Od 1942 kontynuowała edukację w Elphinstone College, jednak szybko zrezygnowała na rzecz działania w ruchu niepodległościowym. W 1947 Neera wyszła za mąż za socjologa Akshaya Ramanlal Desaia. krótko po uzyskaniu niepodległości przez Indie skończyła studia magisterskie. Badała sytuację kobiet w Indiach, m.in. analizowała ruch Bhakti. Jej praca magisterska została opublikowana w 1957.

## Kariera naukowa
Skupiała się na połączeniu praktyki z teorią akademicką w zakresie gender studies. Oto jej niektóre osiągnięcia naukowe:
- 1954 – zaczęła wykładać na SNDT
- 1965 – napisała doktorat z socjologii
- 1972 – dołączyła do Social Task Force of the Committee on the Status of Women in India
- 1975 – założyła Research Unit for Women's Studies
- 1982 – została członkinią Indian Association for Women's Studies
- 1987 – została członkinią National Commission on Self Employed Women oraz Women in the Informal Sector
- 1988 – była jedną z założycielek Sound and Picture Archives for Research on Women[4][5]

## Publikacje
Desai pisała w języku angielskim oraz gudźarackim teksty z zakresu socjologii, historii oraz studiów gender. Wydane publikacje to:
- Neera Desai, Woman in Modern India (1957; repr. Bombay: Vora &amp; Co, 1977)
- Neera Desai, The Making of a Feminist, Indian Journal of Gender Studies 2 (1995)
- Neera Desai, Traversing through Gendered Spaces: Insights from Women's Narratives, in Sujata Patel and Krishna Raj (eds), Thinking Social Science in India: Essays in Honour of Alice Thorner (New Delhi: Sage, 2002); książkę opublikowano tez w języku gudzarackim w 1997
- N. Desai and S. Gogate, Teaching of Sociology through the Regional Language
- Neera Desai, Women and the Bhakti Movement, in Kumkum Sangari and Sudesh
- Vaid (eds), Women and Culture (Bombay: Research Centre for Women's Studies, SNDT Women's University, 1994).